# Sumbertengah
Sumbertengah is een bestuurslaag in het regentschap Situbondo van de provincie Oost-Java, Indonesië. Sumbertengah telt 3161 inwoners (volkstelling 2010).